# Cypriotisch voetbalelftal (mannen)
Het Cypriotisch voetbalelftal is een team van voetballers dat Cyprus vertegenwoordigt in internationale wedstrijden en competities, zoals het WK en het EK. Het land plaatste zich echter nog nooit voor de eindronde van een internationaal eindtoernooi.

## Geschiedenis
Toen Cyprus nog onderdeel van het Britse Rijk was, werd de Cypriotische voetbalbond in 1934 opgericht, het speelde zijn eerste (officieuze) interland in 1946 tegen Israël. Voor het WK van 1958 schreef Cyprus zich in, maar het trok zich terug voor de wedstrijden tegen Egypte. Na een felle onafhankelijkheidsstrijd werd Cyprus in 1960 onafhankelijk, maar het bleef onrustig vanwege rivaliteit tussen de Grieks- en Turks georiënteerde bevolking. Sinds de Turkse invasie in 1974 vertegenwoordigt het Cypriotische elftal niet het Turks gedeelte van het eiland.
In 1961 speelde Cyprus zijn eerste WK-wedstrijd, na een 1-1 gelijkspel tegen Israël verloor het de return in Tel-Aviv kansloos met 6-1. Voor 1992 behoorde Cyprus met Malta en Luxemburg tot de voetbaldwergen van  Europa, vooral in uitwedstrijden was het land kansloos in WK- en EK-wedstrijden. De grootste nederlaag was een 12-0 nederlaag tegen Duitsland in de voorronde voor het WK van 1970. Overwinningen  werden geboekt tegen Zwitserland (EK 1968) en Noord-Ierland (WK 1974), er werd gelijk gespeeld tegen Roemenië (EK 1980), wereldkampioen Italië en Tsjecho-Slowakije (EK 1984), Polen (EK 1988, het eerste punt in een uitwedstrijd) en Frankrijk (WK 1990).
Berucht was de uitwedstrijd tegen Nederland, waarbij Nederland bij een overwinning zich kon plaatsen voor het EK van 1988. Na één minuut stond Cyprus al met 1-0 achter, waarna een bom werd gegooid op het veld. De bom raakte de Cypriotische doelman Andreas Charitou. De wedstrijd werd gestaakt en onder zware druk van de Nederlandse bond werd de wedstrijd met een nieuwe doelman doorgespeeld. De wedstrijd eindigde in 8-0, maar heel Nederland rekende op een zware straf van de UEFA. In eerste instantie werd de wedstrijd omgezet in een 3-0 zege voor Cyprus, maar in hoger beroep werd besloten dat de wedstrijd moest worden overgespeeld zonder publiek. Nederland won met 4-0 en zou later Europees kampioen worden.
Na uitbreiding van het aantal deelnemers in 1992 eindigde Cyprus nog maar twee keer op de laatste plaats in zijn groep. Overwinningen werden geboekt op Spanje (EK 2000), Ierland en Wales (EK 2008) en Bulgarije (WK 2010), gelijke spelen tegen gerenommeerde  teams werden geboekt tegen het Verbond van Tsjechen en Slowaken (WK 1994), Denemarken en België (EK 1996), Rusland (WK 1998), Duitsland (EK 2008), Portugal (EK 2012, 4-4 in Lissabon) en Zwitserland (WK 2014).
Voor kwalificatie voor het EK van 2016 begon Cyprus met een verrassende overwinning op WK-ganger Bosnië en Herzogovina, 1-2 buitenshuis. In de volgende zeven wedstrijd werd er vijf keer verloren, maar er gloorde hoop na een 1-2 zege in Israël. Een nieuwe zege op Bosnië zou een derde plaats opleveren en kwalificatie voor de Play-Offs. Cyprus nam na 41 minuten een 2-1 voorsprong, nog voor rust kwam Bosnië langszij en na rust verzekerde Bosnië zich van de derde plaats: 2-3. Het laatste kwalificatie-toernooi voor het WK van 2018 leverde alleen overwinningen tegen Gibraltar op.

## Deelnames aan internationale toernooien

### Wereldkampioenschap
| Wereldkampioenschap voetbal | Wereldkampioenschap voetbal | Wereldkampioenschap voetbal | Wereldkampioenschap voetbal | Wereldkampioenschap voetbal | Wereldkampioenschap voetbal | Wereldkampioenschap voetbal | Wereldkampioenschap voetbal | Wereldkampioenschap voetbal | Wereldkampioenschap voetbal |
| Jaar                        | Ronde                       | Wed.                        | W                           | G                           | V                           | DV                          | DT                          |                             |                             |
| --------------------------- | --------------------------- | --------------------------- | --------------------------- | --------------------------- | --------------------------- | --------------------------- | --------------------------- | --------------------------- | --------------------------- |
| 1930–1954                   | Geen deelname               | Geen deelname               | Geen deelname               | Geen deelname               | Geen deelname               | Geen deelname               | Geen deelname               |                             |                             |
| 1958                        | Teruggetrokken              | Teruggetrokken              | Teruggetrokken              | Teruggetrokken              | Teruggetrokken              | Teruggetrokken              | Teruggetrokken              |                             |                             |
| 1962                        | Niet gekwalificeerd         | Niet gekwalificeerd         | Niet gekwalificeerd         | Niet gekwalificeerd         | Niet gekwalificeerd         | Niet gekwalificeerd         | Niet gekwalificeerd         |                             |                             |
| 1966                        | Niet gekwalificeerd         | Niet gekwalificeerd         | Niet gekwalificeerd         | Niet gekwalificeerd         | Niet gekwalificeerd         | Niet gekwalificeerd         | Niet gekwalificeerd         |                             |                             |
| 1970                        | Niet gekwalificeerd         | Niet gekwalificeerd         | Niet gekwalificeerd         | Niet gekwalificeerd         | Niet gekwalificeerd         | Niet gekwalificeerd         | Niet gekwalificeerd         |                             |                             |
| 1974                        | Niet gekwalificeerd         | Niet gekwalificeerd         | Niet gekwalificeerd         | Niet gekwalificeerd         | Niet gekwalificeerd         | Niet gekwalificeerd         | Niet gekwalificeerd         |                             |                             |
| 1978                        | Niet gekwalificeerd         | Niet gekwalificeerd         | Niet gekwalificeerd         | Niet gekwalificeerd         | Niet gekwalificeerd         | Niet gekwalificeerd         | Niet gekwalificeerd         |                             |                             |
| 1982                        | Niet gekwalificeerd         | Niet gekwalificeerd         | Niet gekwalificeerd         | Niet gekwalificeerd         | Niet gekwalificeerd         | Niet gekwalificeerd         | Niet gekwalificeerd         |                             |                             |
| 1986                        | Niet gekwalificeerd         | Niet gekwalificeerd         | Niet gekwalificeerd         | Niet gekwalificeerd         | Niet gekwalificeerd         | Niet gekwalificeerd         | Niet gekwalificeerd         |                             |                             |
| 1990                        | Niet gekwalificeerd         | Niet gekwalificeerd         | Niet gekwalificeerd         | Niet gekwalificeerd         | Niet gekwalificeerd         | Niet gekwalificeerd         | Niet gekwalificeerd         |                             |                             |
| 1994                        | Niet gekwalificeerd         | Niet gekwalificeerd         | Niet gekwalificeerd         | Niet gekwalificeerd         | Niet gekwalificeerd         | Niet gekwalificeerd         | Niet gekwalificeerd         |                             |                             |
| 1998                        | Niet gekwalificeerd         | Niet gekwalificeerd         | Niet gekwalificeerd         | Niet gekwalificeerd         | Niet gekwalificeerd         | Niet gekwalificeerd         | Niet gekwalificeerd         |                             |                             |
| 2002                        | Niet gekwalificeerd         | Niet gekwalificeerd         | Niet gekwalificeerd         | Niet gekwalificeerd         | Niet gekwalificeerd         | Niet gekwalificeerd         | Niet gekwalificeerd         |                             |                             |
| 2006                        | Niet gekwalificeerd         | Niet gekwalificeerd         | Niet gekwalificeerd         | Niet gekwalificeerd         | Niet gekwalificeerd         | Niet gekwalificeerd         | Niet gekwalificeerd         |                             |                             |
| 2010                        | Niet gekwalificeerd         | Niet gekwalificeerd         | Niet gekwalificeerd         | Niet gekwalificeerd         | Niet gekwalificeerd         | Niet gekwalificeerd         | Niet gekwalificeerd         |                             |                             |
| 2014                        | Niet gekwalificeerd         | Niet gekwalificeerd         | Niet gekwalificeerd         | Niet gekwalificeerd         | Niet gekwalificeerd         | Niet gekwalificeerd         | Niet gekwalificeerd         |                             |                             |
| 2018                        | Niet gekwalificeerd         | Niet gekwalificeerd         | Niet gekwalificeerd         | Niet gekwalificeerd         | Niet gekwalificeerd         | Niet gekwalificeerd         | Niet gekwalificeerd         |                             |                             |
| 2022                        | Niet gekwalificeerd         | Niet gekwalificeerd         | Niet gekwalificeerd         | Niet gekwalificeerd         | Niet gekwalificeerd         | Niet gekwalificeerd         | Niet gekwalificeerd         | Niet gekwalificeerd         |                             |

### Europees kampioenschap
| Europees kampioenschap | Europees kampioenschap | Europees kampioenschap | Europees kampioenschap | Europees kampioenschap | Europees kampioenschap | Europees kampioenschap | Europees kampioenschap | Europees kampioenschap |
| Jaar                   | Ronde                  | Wed.                   | W                      | G                      | V                      | DV                     | DT                     | Kwal                   |
| ---------------------- | ---------------------- | ---------------------- | ---------------------- | ---------------------- | ---------------------- | ---------------------- | ---------------------- | ---------------------- |
| 1960–1964              | Geen deelname          | Geen deelname          | Geen deelname          | Geen deelname          | Geen deelname          | Geen deelname          | Geen deelname          | Geen deelname          |
| 1968                   | Niet gekwalificeerd    | Niet gekwalificeerd    | Niet gekwalificeerd    | Niet gekwalificeerd    | Niet gekwalificeerd    | Niet gekwalificeerd    | Niet gekwalificeerd    | Niet gekwalificeerd    |
| 1972                   | Niet gekwalificeerd    | Niet gekwalificeerd    | Niet gekwalificeerd    | Niet gekwalificeerd    | Niet gekwalificeerd    | Niet gekwalificeerd    | Niet gekwalificeerd    | Niet gekwalificeerd    |
| 1976                   | Niet gekwalificeerd    | Niet gekwalificeerd    | Niet gekwalificeerd    | Niet gekwalificeerd    | Niet gekwalificeerd    | Niet gekwalificeerd    | Niet gekwalificeerd    | Niet gekwalificeerd    |
| 1980                   | Niet gekwalificeerd    | Niet gekwalificeerd    | Niet gekwalificeerd    | Niet gekwalificeerd    | Niet gekwalificeerd    | Niet gekwalificeerd    | Niet gekwalificeerd    | Niet gekwalificeerd    |
| 1984                   | Niet gekwalificeerd    | Niet gekwalificeerd    | Niet gekwalificeerd    | Niet gekwalificeerd    | Niet gekwalificeerd    | Niet gekwalificeerd    | Niet gekwalificeerd    | Niet gekwalificeerd    |
| 1988                   | Niet gekwalificeerd    | Niet gekwalificeerd    | Niet gekwalificeerd    | Niet gekwalificeerd    | Niet gekwalificeerd    | Niet gekwalificeerd    | Niet gekwalificeerd    | Niet gekwalificeerd    |
| 1992                   | Niet gekwalificeerd    | Niet gekwalificeerd    | Niet gekwalificeerd    | Niet gekwalificeerd    | Niet gekwalificeerd    | Niet gekwalificeerd    | Niet gekwalificeerd    | Niet gekwalificeerd    |
| 1996                   | Niet gekwalificeerd    | Niet gekwalificeerd    | Niet gekwalificeerd    | Niet gekwalificeerd    | Niet gekwalificeerd    | Niet gekwalificeerd    | Niet gekwalificeerd    | Niet gekwalificeerd    |
| 2000                   | Niet gekwalificeerd    | Niet gekwalificeerd    | Niet gekwalificeerd    | Niet gekwalificeerd    | Niet gekwalificeerd    | Niet gekwalificeerd    | Niet gekwalificeerd    | Niet gekwalificeerd    |
| 2004                   | Niet gekwalificeerd    | Niet gekwalificeerd    | Niet gekwalificeerd    | Niet gekwalificeerd    | Niet gekwalificeerd    | Niet gekwalificeerd    | Niet gekwalificeerd    | Niet gekwalificeerd    |
| 2008                   | Niet gekwalificeerd    | Niet gekwalificeerd    | Niet gekwalificeerd    | Niet gekwalificeerd    | Niet gekwalificeerd    | Niet gekwalificeerd    | Niet gekwalificeerd    | Niet gekwalificeerd    |
| 2012                   | Niet gekwalificeerd    | Niet gekwalificeerd    | Niet gekwalificeerd    | Niet gekwalificeerd    | Niet gekwalificeerd    | Niet gekwalificeerd    | Niet gekwalificeerd    | Niet gekwalificeerd    |
| 2016                   | Niet gekwalificeerd    | Niet gekwalificeerd    | Niet gekwalificeerd    | Niet gekwalificeerd    | Niet gekwalificeerd    | Niet gekwalificeerd    | Niet gekwalificeerd    | Niet gekwalificeerd    |
| 2020                   | Niet gekwalificeerd    | Niet gekwalificeerd    | Niet gekwalificeerd    | Niet gekwalificeerd    | Niet gekwalificeerd    | Niet gekwalificeerd    | Niet gekwalificeerd    | Niet gekwalificeerd    |
| 2024                   | Niet gekwalificeerd    | Niet gekwalificeerd    | Niet gekwalificeerd    | Niet gekwalificeerd    | Niet gekwalificeerd    | Niet gekwalificeerd    | Niet gekwalificeerd    | Niet gekwalificeerd    |

### UEFA Nations League
| 2018–19 | C | 36e | 6 | 1 | 2 | 3 | 5 | 9  | Stabiel |
| 2020–21 | C | 46e | 8 | 2 | 2 | 4 | 4 | 10 | Stabiel |
| 2022–23 | C | 45e | 6 | 1 | 2 | 3 | 4 | 12 | Stabiel |
| 2024–25 | C | 43e | 6 | 2 | 0 | 4 | 4 | 15 | Stabiel |

## Huidige selectie
Bijgewerkt tot en met 24 maart 2025, de interland tegen  Bosnië en Herzegovina in de kwalificatie voor het WK 2026.
| Nr.        | Naam                     | Wed. | Dlpnt. | Club                |
| ---------- | ------------------------ | ---- | ------ | ------------------- |
| Doel       |                          |      |        |                     |
| 1          | Joël Mall                | 15   | 0      | Servette            |
| 13         | Dimitris Dimitriou       | 12   | 0      | Apollon Limasol     |
| 22         | Neofytos Michail         | 15   | 0      | Paphos              |
|            |                          |      |        |                     |
| 3          | Nikolas Panagiotou       | 17   | 0      | Omonia Nicosia      |
| 4          | Kostas Pileas            | 10   | 1      | Paphos              |
| 7          | Anderson Correia         | 13   | 0      | Aris Limasol        |
| 14         | Giorgos Malekkidis       | 6    | 0      | Apollon Limasol     |
| 15         | Christos Sielis          | 5    | 0      | Panetolikos         |
| 16         | Evagoras Antoniou        | 0    | 0      | APOEL Nicosia       |
| 19         | Andreas Siikkis          | 0    | 0      | Omonia Aradippou    |
| 19         | Konstantinos Laifis      | 63   | 3      | APOEL Nicosia       |
| Middenveld |                          |      |        |                     |
| 2          | Charalampos Kyriakou     | 60   | 0      | Apollon Limasol     |
| 4          | Hector Kyprianou         | 10   | 0      | Peterborough United |
| 5          | Charalampos Charalampous | 19   | 1      | Omonia Nicosia      |
| 6          | Giannis Satsias          | 7    | 1      | APOEL Nicosia       |
| 8          | Ioannis Kousoulos        | 44   | 4      | Omonia Nicosia      |
| 18         | Kostakis Artymatas       | 75   | 1      | Anorthosis          |
| 20         | Grigoris Kastanos        | 68   | 7      | Hellas Verona       |
| 23         | Giannis Kosti            | 11   | 0      | Levadiakos          |
| Aanval     |                          |      |        |                     |
| 9          | Ioannis Pittas           | 49   | 10     | CSKA Sofia          |
| 10         | Pieros Sotiriou          | 65   | 12     | APOEL Nicosia       |
| 11         | Andronikos Kakoullis     | 24   | 5      | AIK                 |
| 12         | Stavros Gavriel          | 4    | 0      | Zulte Waregem       |
| 17         | Loizos Loizou            | 37   | 1      | Omonia Nicosia      |
| 21         | Marinos Tzionis          | 32   | 3      | UTA                 |

## FIFA-wereldranglijst[1]
| 1993 | 1994 | 1995 | 1996 | 1997 | 1998 | 1999 | 2000 | 2001 | 2002 | 2003 | 2004 | 2005 | 2006 | 2007 | 2008 | 2009 | 2010 | 2011 | 2012 | 2013 | 2014 | 2015 | 2016 | 2017 | 2018 | 2019 | 2020 | 2021 | 2022 | 2023 | 2024 |
| ---- | ---- | ---- | ---- | ---- | ---- | ---- | ---- | ---- | ---- | ---- | ---- | ---- | ---- | ---- | ---- | ---- | ---- | ---- | ---- | ---- | ---- | ---- | ---- | ---- | ---- | ---- | ---- | ---- | ---- | ---- | ---- |
| 72   | 67   | 73   | 78   | 82   | 78   | 63   | 62   | 79   | 80   | 97   | 108  | 96   | 73   | 66   | 94   | 68   | 91   | 127  | 132  | 126  | 87   | 79   | 115  | 91   | 86   | 95   | 100  | 100  | 110  | 125  | 130  |

## Bekende (ex-)spelers
KOP · A-internationals · Bondscoaches · Statistieken · Cypriotisch vrouwenelftal · Cyprus U21 · Cyprus U20 · Cyprus U19 · Cyprus U18 · Cyprus U17 · Cyprus U16
1960 – 1969 · 
1970 – 1979 · 
1980 – 1989 · 
1990 – 1999 · 
2000 – 2009 · 
2010 – 2019 ·
2020 − 2029
1960 · 
1961 · 
1962 · 
1963 · 
1964 · 
1965 · 
1966 · 
1967 · 
1968 · 
1969 · 
1970 · 
1971 · 
1972 · 
1973 · 
1974 · 
1975 · 
1976 · 
1977 · 
1978 · 
1979 · 
1980 · 
1981 · 
1982 · 
1983 · 
1984 · 
1985 · 
1986 · 
1987 · 
1988 · 
1989 · 
1990 · 
1991 · 
1992 · 
1993 · 
1994 · 
1995 · 
1996 · 
1997 · 
1998 · 
1999 · 
2000 · 
2001 · 
2002 · 
2003 · 
2004 · 
2005 · 
2006 · 
2007 · 
2008 · 
2009 · 
2010 · 
2011 · 
2012 · 
2013 ·
2014 ·
2015 ·
2016 ·
2017 ·
2018 ·
2019 ·
2020 ·
2021 ·
2022
Albanië ·
Andorra ·
Armenië ·
Azerbeidzjan ·
België ·
Bosnië en Herzegovina ·
Bulgarije ·
Canada ·
Denemarken ·
Duitsland ·
Engeland ·
Estland ·
Faeröer ·
Finland ·
Frankrijk ·
Georgië ·
Gibraltar · 
Griekenland ·
Hongarije ·
Ierland ·
IJsland ·
Irak ·
Iran ·
Israël ·
Italië ·
Japan ·
Joegoslavië ·
Jordanië ·
Kazachstan ·
Koeweit ·
Kosovo ·
Kroatië ·
Letland ·
Libanon ·
Litouwen ·
Luxemburg ·
Malta ·
Moldavië ·
Montenegro ·
Nederland ·
Noord-Ierland ·
Noord-Macedonië ·
Noorwegen ·
Oekraïne ·
Oostenrijk ·
Polen ·
Portugal ·
Roemenië ·
Rusland ·
San Marino ·
Saoedi-Arabië ·
Schotland ·
Servië ·
Slovenië ·
Slowakije ·
Sovjet-Unie ·
Spanje ·
Syrië ·
Tsjechië ·
Tsjecho-Slowakije ·
Wales ·
Wit-Rusland ·
Zweden ·
Zwitserland
 Albanië ·  Andorra ·  Armenië ·  Azerbeidzjan ·  België ·  Bosnië en Herzegovina ·  Bulgarije ·  Cyprus ·  Denemarken ·  Duitsland ·  Engeland ·  Estland ·  Faeröer ·  Finland ·  Frankrijk ·  Georgië ·  Gibraltar ·  Griekenland ·  Hongarije ·  Ierland ·  IJsland ·  Israël ·  Italië ·  Kazachstan ·  Kosovo ·  Kroatië ·  Letland ·  Liechtenstein ·  Litouwen ·  Luxemburg ·  Malta ·  Moldavië ·  Montenegro ·  Nederland ·  Noord-Ierland ·  Noord-Macedonië ·  Noorwegen ·  Oekraïne ·  Oostenrijk ·  Polen ·  Portugal ·  Roemenië ·  Rusland ·  San Marino ·  Schotland ·  Servië ·  Slovenië ·  Slowakije ·  Spanje ·  Tsjechië ·  Turkije ·  Wales ·  Wit-Rusland ·  Zweden ·  Zwitserland
 Bohemen ·  Bohemen en Moravië ·  Duitse Democratische Republiek ·  Ierland ·  Joegoslavië ·  Servië en Montenegro ·  Tsjecho-Slowakije ·  GOS ·  Saarland ·  Sovjet-Unie